# Philipp Engel von Klipstein
Philipp Engel Klipstein, ab 1835 von Klipstein, (* 2. Juni 1777 in Königstädten; † 3. November 1866 in Darmstadt) war hessischer Oberforstpräsident.

## Leben

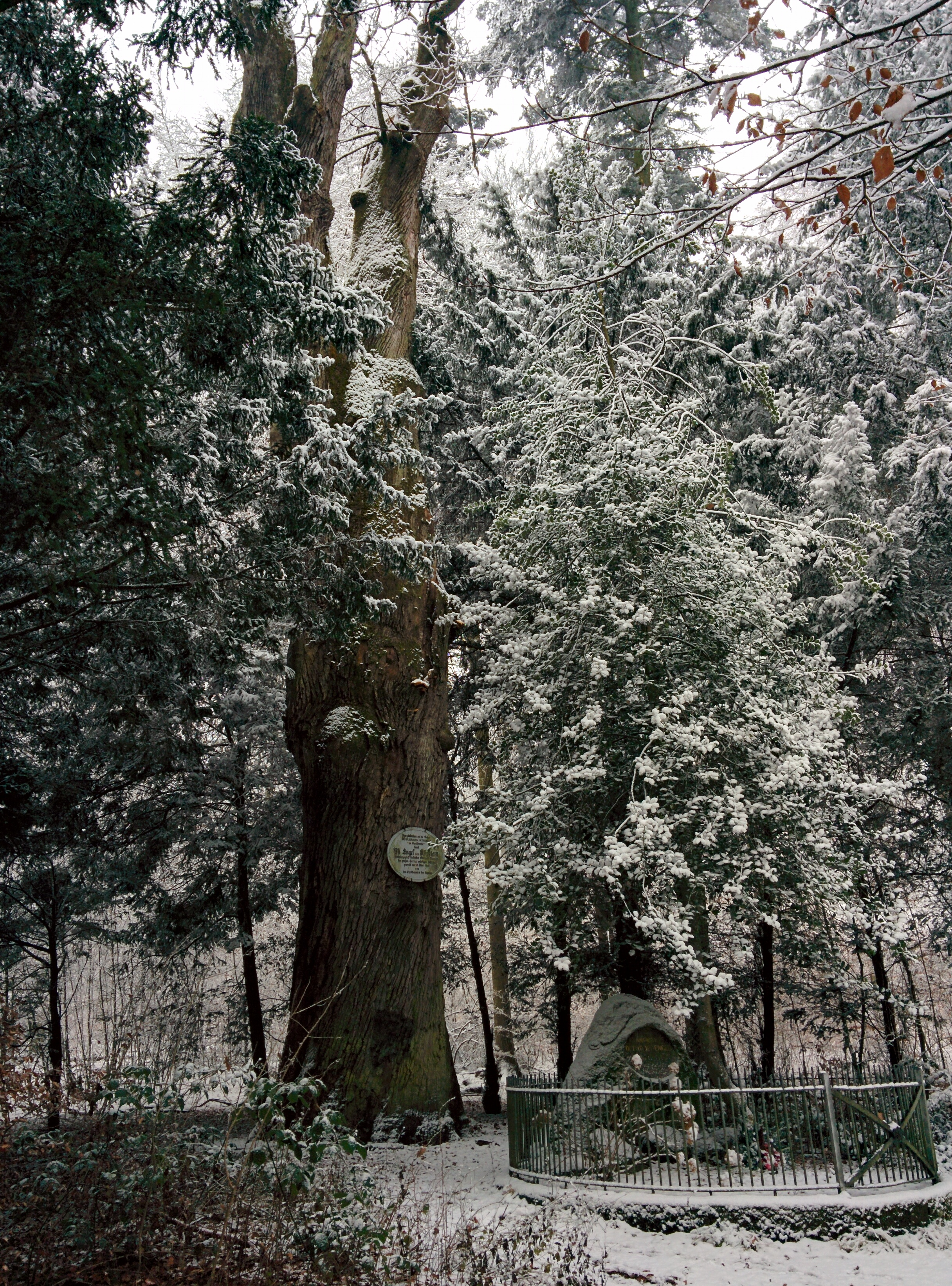
Klipsteineiche und Klipsteingrab

Klipstein war Sohn des Oberförsters Andreas Jakob Klipstein (1750–1789) und dessen Ehefrau Katharina Lupus (* 23. Januar 1747; † 10. Mai 1832). Er erhielt zunächst Unterricht durch einen Hauslehrer, anschließend besuchte er das Darmstädter Gymnasium. Ab 1789 ging er bei Georg Ludwig Hartig an dessen Privatforstschule in Hungen in die Lehre. Nachdem er die Forstexamen bestanden hatte, wurde er zum 28. Mai 1796 Forstmitaufseher im Forst Mönchbruch. 1799 trat er in den Privatforstdienst des Fürstentums Solms-Lich im Rang eines Oberförsters. 1800 erfolgte die Ernennung zum Forstmeister in Hohensolms. Ebenfalls 1800 gründete er eine private Forstschule, an der er bis 1821 Forstleute ausbildete. 1805 wurde er außerdem Direktor der Rentkammer der Fürsten von Solms-Lich in Lich.
Klipstein wurde 1811 provisorischer hessen-darmstädtischer Forsthoheitskommissar in Oberhessen und zum 5. Juni 1816 wirklicher großherzoglich-hessischer Forstmeister. Zugleich bekam er das Amt des Direktors der Oberforstdirektion Lich. Am 12. Februar 1823 folgte er einem Ruf als Direktor der Oberforstdirektion nach Darmstadt. 1846 wurde deren Präsident. Am 24. März 1848 erklärte er den Wunsch in Pension zu treten. Er behielt jedoch die Leitung der landesherrlichen Jagden in acht Forstrevieren bis 1865.
Klipstein war von 1852 bis 1856 Mitglied der Ersten Kammer der Landstände des Großherzogtums Hessen.
Klipstein wurde im Klipsteingrab unter der Klipsteineiche begraben. Auf ihn geht das Hartig-Denkmal sowie die Hartig-Stipendienstiftung zurück.

## Familie
Klipstein heiratete am 12. August 1800 Darmstadt Karoline Elisabeth Wilckens (1776–1807). Das Paar hatte mehrere Kinder:
- August Wilhelm (* 7. Juni 1801; † 15. April 1894), Geologe ⚭ Karoline Rosine Dorothea von Uber (* 9. Juli 1807; † 29. Juli 1876)
- Georg (1803–1875), Oberstleutnant
- Amalie (1806–1863)
- Eduard (1809(?)–1846)

Nach dem Tod seiner ersten Frau heiratete er am 4. November 1811 in Lich Johanna (Johannette) Maria Friederike Brühl (* 20. Januar 1788; † 2. Juli 1858). Das Paar hatte mehrere Kinder:
- Friedrich Ernst Emil (* 21. Oktober 1812; † 27. März 1875), Oberförster ⚭ Charlotte Lotheisen (* 22. Januar 1838; † 25. September 1898)[2]
- Luise Karoline Lisette Eleonore Henriette (* 4. November 1818; † 1904) ⚭ 1846 August Draudt († 18. April 1894)
- Ludowike Karoline Amalie Jakobine (1820–1842)
- Marie Henriette Wilhelmine (1822–1823)
- Heinrich August Emil Karl (* 8. Februar 1832), hessischer Major ⚭ 1866 Luise Wolf (* 3. Oktober 1837; † 16. Mai 1887)

## Ehrungen
- 30. Mai 1835 Erhebung in den erblichen Adelsstand des Großherzogtums Hessen
- 25. August 1844 Verleihung des Kommandeurskreuzes I. Klasse des großherzoglichen Ludewigsordens
- 1846 Verleihung der Ehrendoktorwürde (Dr. phil. h.c.) der Universität Gießen
- 28. Mai 1866 Verleihung des Großkreuzes des Verdienstordens Philipps des Großmütigen
- Benennung der Klipsteineiche und des Klipstein-Tempel, einer Schutzhütte auf dem Dachsberg in Darmstadt

## Werke (Auswahl)
- Versuch einer Anweisung zur Forst-Betriebs-Regulirung: nach neuern Ansichten bearbeitet, Heyer, Gießen 1823.
- Der Waldfeldbau mit besonderer Rücksicht auf das Großherzogthum Hessen, Heyer, Frankfurt am Main 1850.